# Walking in the Park with Eloise
Walking in the Park with Eloise è un brano musicale strumentale jazz composto in gioventù dal padre di Paul McCartney, James "Jim" McCartney, e pubblicato in versione riveduta e corretta su singolo nel 1974 dal celebre figlio come omaggio alla figura paterna e ai suoi trascorsi come jazzista. Nonostante il singolo (Lato B: Bridge over the River Suite) sia uscito in originale a nome del fantomatico gruppo "The Country Hams" (in italiano "i prosciutti di campagna"), e non a nome Paul McCartney o Wings, è da considerarsi a tutti gli effetti parte integrante della discografia del musicista.

## Il brano
Nel giugno-luglio 1974 il gruppo si apprestò alla registrazione del prossimo singolo intitolato Junior's Farm nella fattoria-studio del compositore Curly Putman Jr. situata a Nashville, in Tennessee. Durante queste sessioni, gli Wings (con la partecipazione dei musicisti ospiti Chet Atkins e Floyd Cramer) registrarono uno strumentale jazz in stile dixieland intitolato Walking in the Park with Eloise, ("Passeggiando nel parco con Eloise"), brano scritto anni prima dal padre di Paul.
Paul e Chet Atkins stavano chiacchierando discutendo dei loro rispettivi genitori, quando Paul suggerì che avrebbero potuto registrare un brano strumentale scritto da suo padre quando militava ancora nella sua orchestrina jazz chiamata "Jim Mac's Jazz Band".
Il singolo non venne accreditato a Paul e non venne pubblicizzato dalla EMI come tale, poche persone, quindi, capirono che era di McCartney ed il pubblico dell'ex Beatle non lo acquistò. Infatti il singolo non entrò in classifica da nessuna parte e andò presto fuori catalogo. Ma quando Paul indicò la canzone come una delle sue preferite in assoluto, la EMI ristampò il singolo il 3 marzo 1982, con una copertina leggermente differente.

## Tracce singolo
EMI 2220
1. Walking in the Park with Eloise (James McCartney) - 3:07
2. Bridge over the River Suite (Paul & Linda McCartney) - 3:12

## Formazione
The Country Hams
- Paul McCartney: Basso, asse da stiro
- Linda McCartney: Tastiera
- Denny Laine: Chitarra
- Jimmy McCulloch: Chitarra acustica
- Jeff Burtton: Batteria
- Chet Atkins: Chitarra
- Floyd Cramer: Pianoforte

Crediti
- Paul McCartney: Produzione
- Geoff Emerick: Ingegnere del suono